# Frimureriska landmärken
Frimureriska landmärken är en uppsättning regler som frimurare anser vara både uråldriga och oföränderliga rättesnören för frimureriet. Begreppet landmarks användes först av James Anderson 1723 i konstitutionen för Storlogen i London och Westminster. Joseph Fort Newton beskriver begreppet så här : ”Frimureriets landmärken äro dess fundamentala principer, icke något slags bruk eller sedvänja, än mindre blotta detaljer i dess organisation.”   I "Handbok för frimurare" definieras de också som oföränderliga: ". . . finnes uttrycket ”old landmarks”, som betyder landmärken, gränsstenar. Anderson menar otvivelaktigt därmed de gamla grundlagarna, hvilka till sitt egentliga innehåll skola vara oantastliga . . ." 
Eftersom varje storloge är självstyrande och det inte finns någon världsomspännande enhet som styr frimureriet, varierar tolkningarna av dessa landmärken starkt och är en fråga för ständig diskussion. Olika frimureriska system och olika storloger har olika landmärken.

## Ursprung
I den konstitution som antogs av Storlogen i London och Westminster år 1723 sägs:  "Varje Storloge har en naturlig makt och Auktoritet att skapa nya Regler eller att ändra dessa, för detta Uråldriga Brödraskaps väl; förutsatt att de gamla Landmärkena alltid noggrant bevaras".
Mark Tabbert anser att de faktiska regler och råd som förekommer i tidiga uppteckningar av de frimureriska landmärkena stammar från de regler som gällde för de medeltida stenhuggarna.
Substantivet ”land” hade i fornengelska, forntyskan och i fornskandinaviskan samma betydelse som i modern engelska, medan ordet som verb betydde ”gå i land”, vilket finns kvar i svenskan. ”Märke” (mark) återfinns i de flesta europeiska språk och härstammar från latinets ”margo” - kant, marginal, gräns. 
Ett ”landmärke” är alltså ett objekt som markerar en gräns. Athena Stafyla menar att landmärke som en arkitektonisk term varit viktig för  frimurarnas allegoriska användning av begreppet. 
Percy Jantz menar att termen har bibliskt ursprung och syftar på gränsmarkeringar i form av pelare i sten. Jantz citerar Ordspråksboken: "Flytta inte en uråldrig gränssten som dina förfäder rest." (Se även: 5:e Moseboken 27:17,  Job 24:2, 27:12)

## Historik
Anderson definierar inte de uråldriga landmärkena och inte heller i Ahiman Rezon (1756), konstitutionen för the Ancient Grand Lodge of England, definieras de även om författaren Laurence Dermott hänvisar till dem ofta. 
Det första försöket att definiera de uråldriga landmärkena gjordes 1856 i Jurisprudence of Freemasonry av Dr. Albert Mackey. Han hävdade tre nödvändiga karakteristika:
1. det uråldriga begreppet odödlighet
2. universalitet
3. absolut "oåterkallelighet"

Mackey hävdade att landmärkena var totalt 25 till antalet och att de inte kunde ändras. Efterföljande skribenter har skilt sig markant avseende vilka dessa landmärken kan vara. År 1863 publicerade George Oliver Freemason's Treasury i vilken han förtecknade 40 råmärken. 
De Amerikanska storlogerna inkluderar vanligtvis landmärkena i sina konstitutioner. Landmärkenas innehåll är skiftande och rör saker som tredje gradens legend, frimureriets tre ljus, och tron på själens odödlighet. Landmärkenas antal varierar stort mellan storlogerna i USA - West Virginia anger sju landmärken, Kentucky femtiofyra. 
Joseph Fort Newton väljer medvetet att inte gå in på att diskutera frågan om frimureriets landmärken ”om vilka litteraturen lyser mer, än upplyser.” Forth beklagar ”det sorgliga spektakel” att: ”Alltför ofta har en tradition eller vana från jämförelsevis tidigt datum upphöjts till landmärkes rang och använts som en gränsmur, med vilken våra bröder skulle omgärdas.” 
Roscoe Pound hävdar i sin tur sex råmärken:
1. Tron på en Högsta Väsen
2. Tron på själens odödlighet
3. En "helig skrift" som en omistlig del av en loge
4. Tredje gradens legend
5. Frimureriets hemligheter: igenkänningstecknen och logens symbolikfyllda ritual
6. Att en frimurare skall vara man, född fri och myndig

Under 1950-talet föreskrev Commission on Information for Recognition of the Conference of Grand Masters of Masons in North America tre "uråldriga råmärken:
1. Monoteism - en oföränderlig och ständig tro på Gud
2. Den Heliga Skrift - en nödvändig del av en loge
3. Förbud att diskutera religion och politik